# Amanda Kanange
Amanda Kanange, född 28 augusti 1996 i Stockholm är en svensk politiker och ordförande för International Federation of Liberal Youth samt ledamot av kommunfullmäktige i Uppsala. Hon har tidigare varit förbundsstyrelseledamot för Liberala Ungdomsförbundet där hon var talesperson i miljö- och klimatpolitik. Hon har varit vice ordförande för IFLRY sedan 2018 och valdes att efterträda Ahmad Al Rachwani som ordförande på dess kongress 2020.  Hon är uppvuxen i Stockholm, bosatt i Uppsala och engagerar sig i politiska frågor som berör global rättvisa, miljö- och klimat, feminism, anti-rasism och integration.
Amanda Kanange har studerat juristprogrammet vid Uppsala Universitet samt en fil.kand i Statsvetenskap vid UCLA och Uppsala Universitet. Hon är för närvarande kommunfullmäktigeledamot i Uppsala Kommun och bolagsstyrelseledamot i Uppsala Skolfastigheter. Hon har tidigare suttit i Plan- och Byggnadsnämnden i Uppsala Kommun.